# 蓋兒·柯絲塔
盖儿·玛利亚·达·格拉萨·柯丝塔·佩纳·布尔戈斯 （葡萄牙語：Gal Maria da Graça Costa Penna Burgos，出生名玛利亚·达·格拉萨·柯丝塔·佩纳·布尔戈斯（Burgos）; 1945年9月26日—2022年11月9日）, 艺名盖儿·柯丝塔（Gal Costa） ，巴西流行音乐歌手，20世纪60年代末巴西熱帶主義運動音乐界的主要人物之一，广受好评的专辑《Tropicália: ou Panis et Circencis》 (1968) 中有她的歌曲，被《纽约时报》称为“巴西最伟大的歌手之一”。

## 早年生活
柯丝塔于1945年9月26日出生于巴西巴伊亚州首府萨尔瓦多，原名玛丽亚·达·格拉萨·柯丝塔·佩纳·布尔戈斯，母亲玛丽亚·柯丝塔·佩纳 在发现柯丝塔的父亲阿纳尔多·布尔戈斯在另一个城市有外遇后与他分居，阿纳尔多·布尔戈斯于盖儿14岁时去世。
10岁时，加尔与桑德拉·加德尔哈和安德烈亚·加德尔哈姐妹成为朋友，二人后来分别是创作型歌手吉尔伯托·吉尔和卡耶塔諾·費洛索的配偶。她们给她取了一个名为Gau的绰号，后来改为Gal。14岁时，盖儿第一次在广播中听到乔安·吉尔伯托的《别再忧郁（Chega de Saudade）》，开始对巴薩諾瓦产生兴趣。随后，她在萨尔瓦多的主要唱片店担任店员以接近音乐。18岁时，安德烈亚·加德尔哈将她介绍给了卡耶塔諾·費洛索，二人成为好友。

## 职业生涯

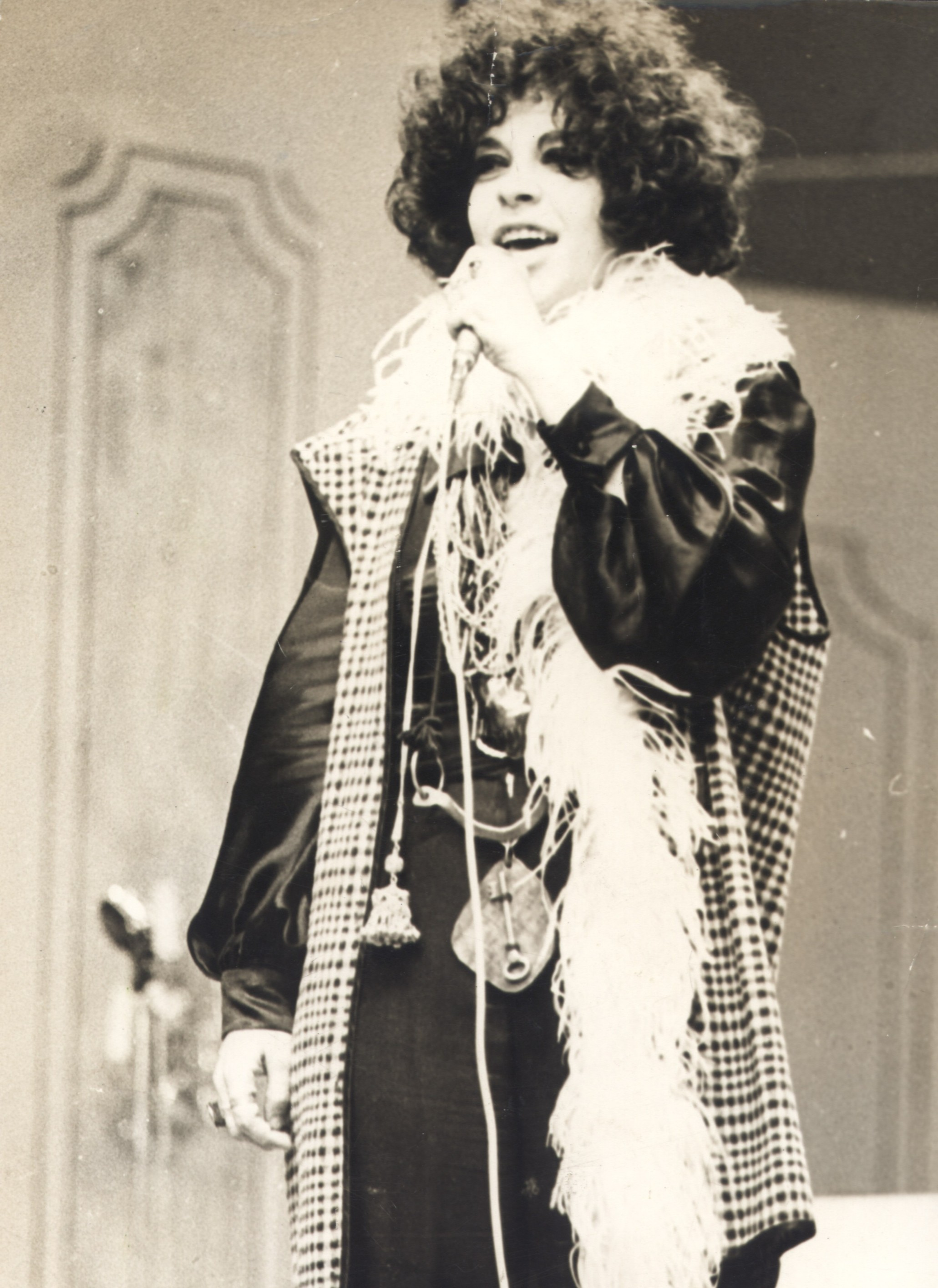
盖儿·柯丝塔, 1969年

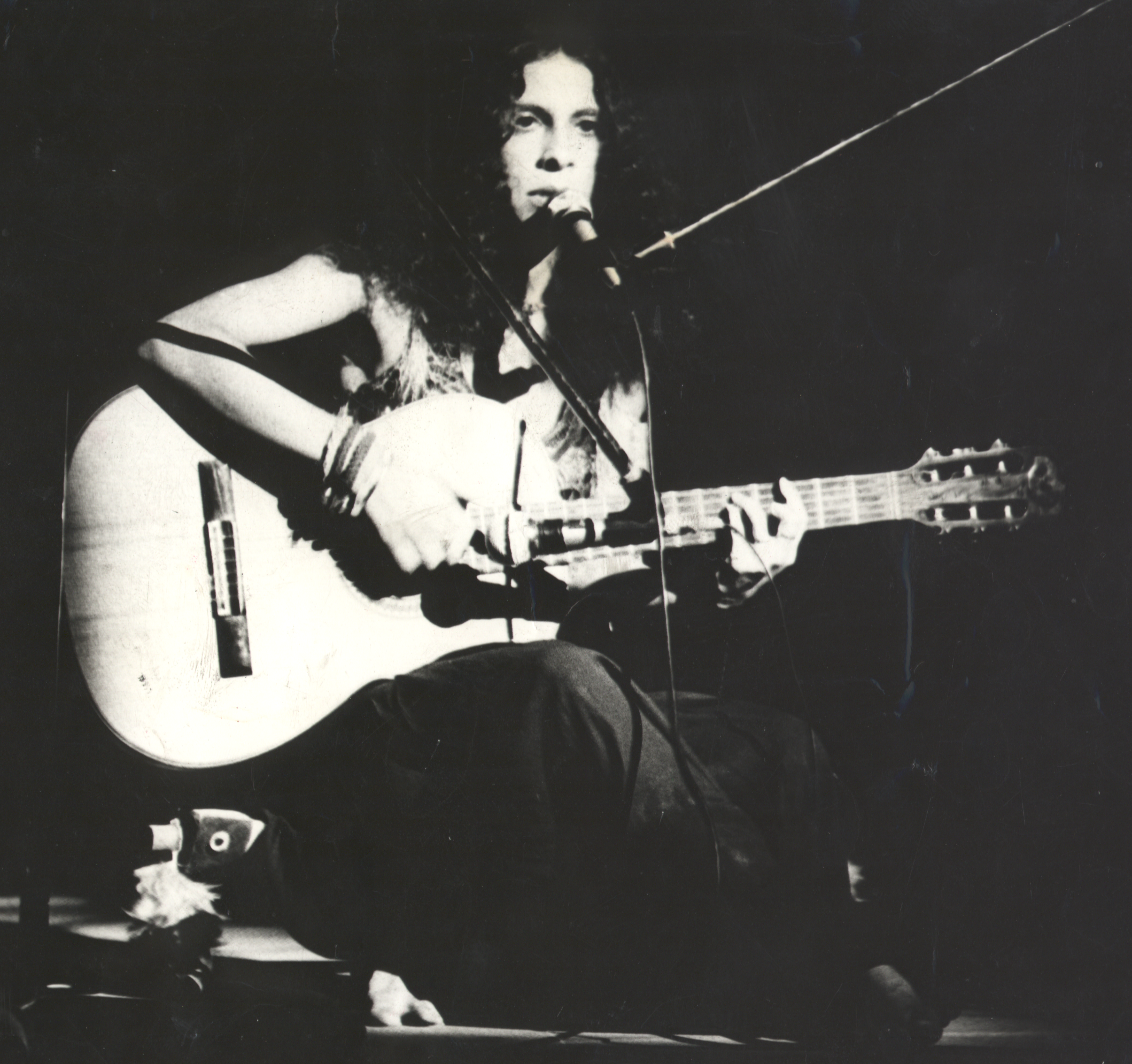
盖儿·柯丝塔, 1971年

1964年8月22日晚，盖尔在《Nós, por exemplo（比如我们）》音乐会上首次亮相，与费洛索、吉尔、玛丽亚·贝登妮亚和汤姆·泽等人一起演出，这场音乐会的举办意图为为她家乡的维拉维尔哈剧院揭幕。同年，她在同一地点、与同一批唱伴演出了《Nova Bossa Velha，Velha Bossa Nova（新的旧浪潮、旧的新浪潮）》。其后她跟随贝登妮亚离开萨尔瓦多，与表妹妮维娅一起住在里约热内卢，贝登妮亚的音乐会《Opinião（意见）》在当地大受欢迎。
盖儿成为歌手后的第一首歌曲是由贝登妮亚的兄弟卡耶塔諾·費洛索创作的二重唱《Sol Negro（黑色的太阳）》，收录在1965年发行的专辑《Bethânia》中。随后，她通过RCA唱片发行了她的首两支单曲，分别为由吉尔创作的《Eu vim da Bahia》和由费洛索创作的《Sim, foi você》。次年，盖儿亲自见到了吉尔伯托，并参加了里约电视台第一届国际音乐节，演唱了吉尔和托卡托·内托创作的《Minha Senhora》，但未能吸引观众。
盖儿的首张专辑《Domingo》于1967年通过飞利浦唱片公司，这也是费洛索的首张专辑，专辑中的歌曲《Coração Vagabundo》大受欢迎。同年，蓋兒还在第二届国际音乐节（后来由环球电视网主办）上演唱了两首歌曲，分别吉尔和娜娜·凯米创作的《Bom Dia》和雷纳托·特谢拉创作的《Dadá Maria》，《Dadá Maria》为与特谢拉一起录制，在音乐节上则是与西尔维奥·塞萨尔一起演唱。
1965年，柯丝塔开始录制吉尔伯托·吉尔和卡埃塔诺·维罗索尚未发表的歌曲。1968年，盖儿成为热带主义运动的一员。 热带主义运动融合了森巴、巴萨诺瓦以及摇滚和节拍等其他现代流派。她为合作专辑《Tropicália：ou Panis et Circenses》录制了四首歌曲，分别为由费洛索和托卡托·内托创作的《Mamãe coragem》、汤姆·泽创作的《Parque Industrial》、费洛索创作的《Enquanto seu lobo não vem》和同样由费洛索创作的《Baby》，《Enquanto seu lobo não vem》后来成为她最著名的歌曲之一。同年，柯丝塔参加了第三届国际音乐节，演唱罗伯托·卡洛斯和埃拉斯莫·卡洛斯创作的《Gabriela Mais Bela》。11月，她参加了Rede Record电视台举办的第四届音乐节，演唱了吉尔和费洛索的歌曲《Divino Maravilhoso》，这首歌也成为了一首全国范围内的热门歌曲以及流行音乐的经典歌曲。后来吉尔伯托·吉尔和卡耶塔諾·費洛索流亡伦敦，柯丝塔仍有去拜访他们并继续演唱他们的音乐，但本人仍留在巴西。
1969年，盖儿发行了她的首张个人专辑，以她的名字命名，收录了《Baby》和《Divino Maravilhoso》。这张专辑被认为是热带主义运动的经典，在北美迷幻的影响下仍保有巴西风格。它还收录了 盖儿的第三和第四首热门个人歌曲，分别是  豪尔赫·本·乔的《Que pena (Ele já não gosta mais de mim)》和费洛索的《Não identificado》。同年，她录制了第二张个人专辑《Gal》，收录了罗伯托和埃拉斯莫·卡洛斯创作的热门歌曲《Meu nome é Gal》以及费洛索创作的《Cinema Olympia》，后来的音乐会《Gal!》即主要演唱该专辑的歌曲。

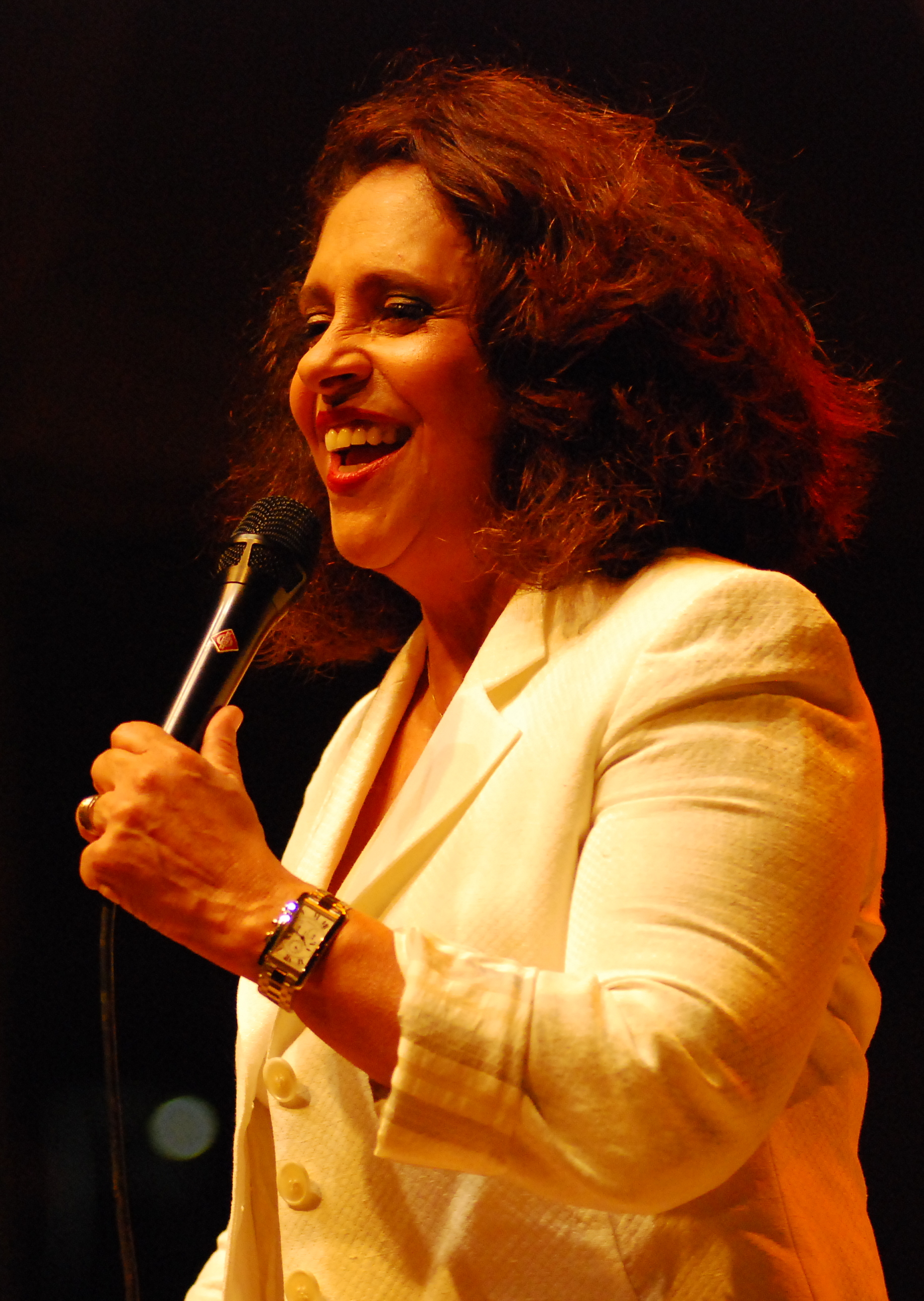
2008年的柯丝塔

柯丝塔的下一张专辑《Legal》并不像前一张专辑一样远离主流，而第二年的一张现场专辑再次在巴西风格的流畅感和沉摇滚乐的厚重感之间达到平衡。1973年，柯丝塔的专辑《Índia》的封面因突出其穿着红色比基尼的臀部而遭到审查。盖儿录制了许多在巴西最受欢迎的歌曲作者创作的歌曲，如安東尼奧·卡洛斯·裘賓、本和埃拉斯莫·卡洛斯。在20世纪70年代，她也曾参与专辑《Doces Bárbaros》的录制，其他参与的成员是费洛索、吉尔和玛利亚·贝登妮亚。多年来，人们一直希望由他们组成的巴西流行音乐的标志性乐队能够重聚。1982年，雙碟裝專輯《Fantasia》中的单曲《Festa Do Interior》成为盖儿有史以来最热门的单曲，截至年底，该唱片已多次获评为白金唱片。1994年，盖儿裸露上身演唱了歌曲《Brasil》。她的歌曲使用的语言包括葡萄牙语、西班牙语和英语。
2023年，传记电影《Meu nome é Gal》上线，由索菲·夏洛特饰演柯丝塔。

## 奖项
2011年，柯丝塔获得拉丁格莱美终身成就奖。
2023 年，滚石杂志将柯丝塔在其有史以来200位最伟大歌手名单中的第90位。

## 个人生活
盖儿是一名双性恋，曾于1990年代与玛丽娜·利马交往。她育有一个儿子，名叫加布里埃尔。

## 逝世
盖儿于2022年11月9日在圣保罗去世，享年77岁，死因并未透露，而她当时正在进行鼻腔结节摘除术的术后恢复，并取消了在春之声音乐节（Primavera Sound）的演出。多位巴西名人在她去世后向她致敬，包括时任总统卢拉·达席尔瓦、玛丽亚·贝登妮亚、卡耶塔諾·費洛索和吉尔伯托·吉尔。盖儿逝世后还获追授2022年拉丁格莱美奖。

## 主要影视作品
| 年份 | 电影              | 角色 | 角色                              |
| ---- | ----------------- | ---- | --------------------------------- |
| 1995 | O Mandarim        |      | [ 22 ] [ 23 ]                     |
| 2017 | O Nome Dela é Gal |      | HBO在拉丁美洲制作的传记纪录片系列 |